# Séquia del Rei
La Séquia del Rei és una obra hídrica construïda el 1803 sota supervisió de Juan de Villanueva i a les ordres d'Antonio de Baix per a dessecar i desguassar la llacuna de Villena. Té una longitud de 10 km i desemboca en el marge dret del riu Vinalopó a 500 m. de la Colònia de Santa Eulàlia. Està situada a uns 4,5 km al sud-oest de Villena (l'Alt Vinalopó).
El cost total de la construcció de la séquia va ser d'1.444.496 rals, lliurats per la Tresoreria de Rendes de Múrcia, província a què pertanyia Villena en l'època. La séquia, doncs, constitueix el desguàs de la conca endorreica que conformava la llacuna de Villena, amb la qual cosa aporta un cabal d'aigües una mica salobre. A més, part de les aigües residuals de les ciutats de l'Alt Vinalopó s'aboquen a la séquia des d'una Estació Depuradora d'Aigües Residuals, estació per la qual la ciutat de Villena porta anys sol·licitant una adequació a un tractament terciari.